# Volkswagen Worker
 (mai 2018).
Si vous disposez d'ouvrages ou d'articles de référence ou si vous connaissez des sites web de qualité traitant du thème abordé ici, merci de compléter l'article en donnant les références utiles à sa vérifiabilité et en les liant à la section « Notes et références ».

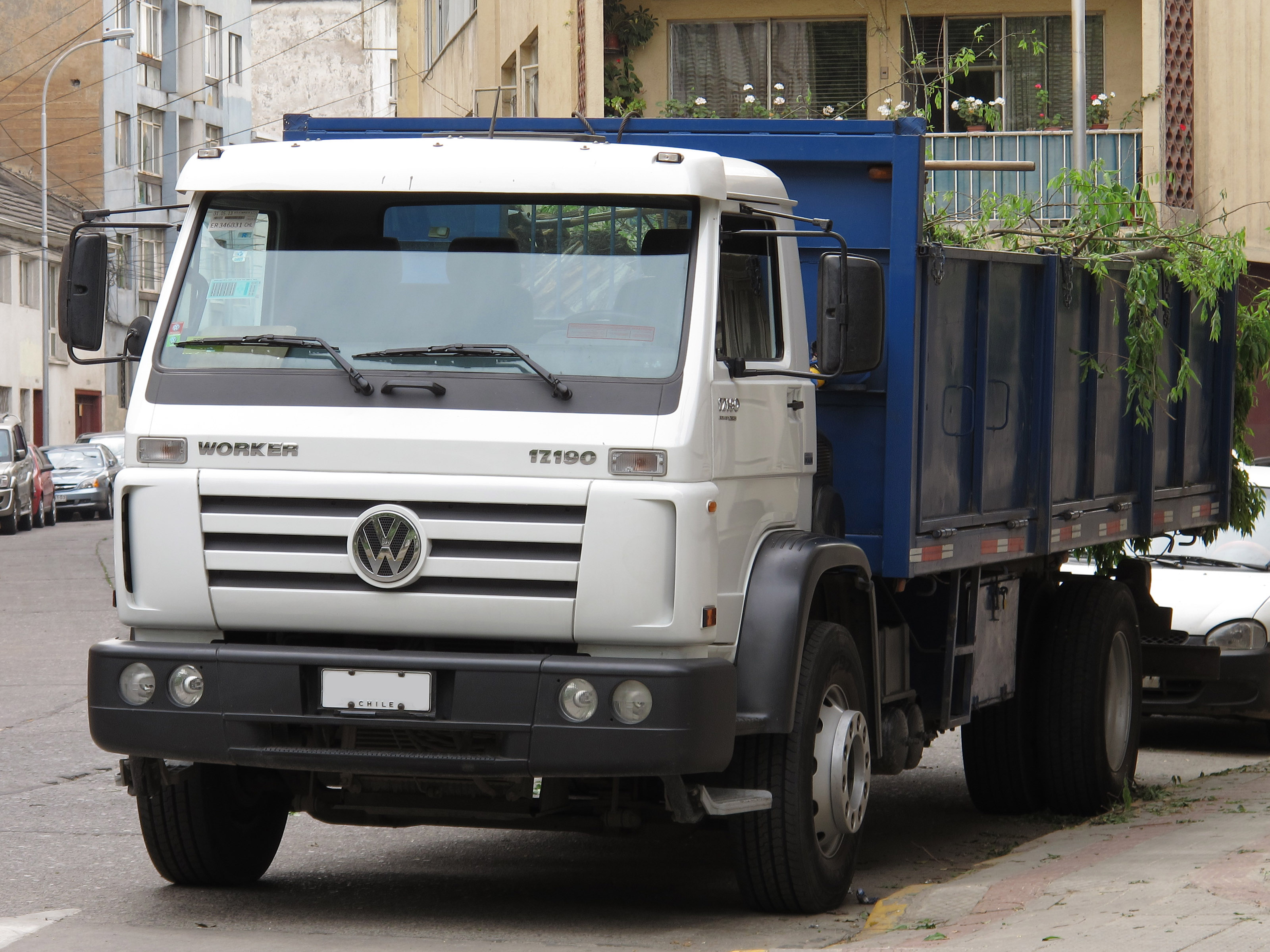
Un Worker.

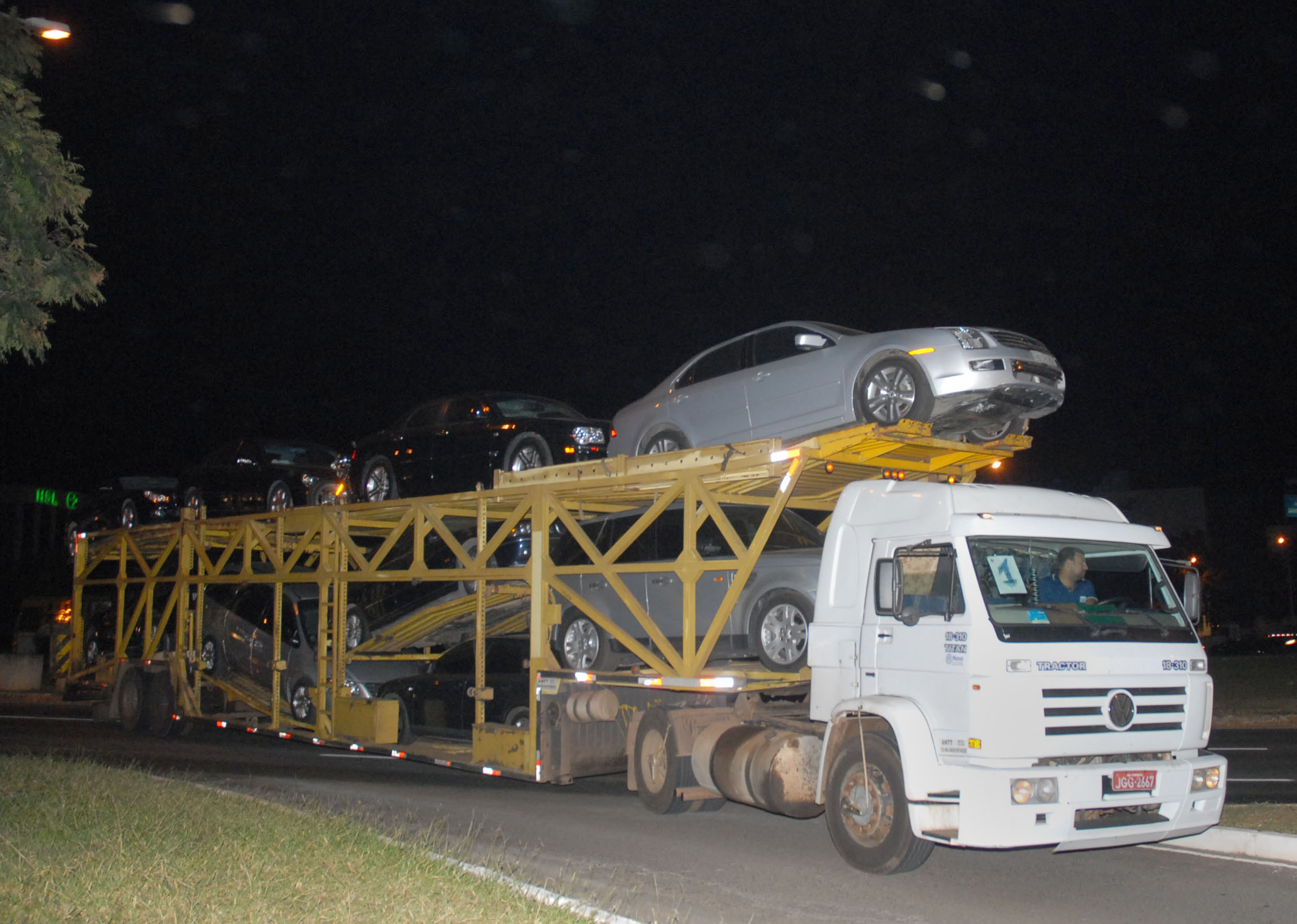
Le Worker 18.310 Tracteur qui sera remplacé par le Constellation.

La gamme Volkswagen Worker couvre la catégorie des 8 tonnes à 31 tonnes (GVW) de la gamme Volkswagen Caminhões e Ônibus.
- 17 variantes de modèles.
- 9 sont des moteurs électroniques 5 Cummins et 4 MWM tous les moteurs diesel Common Rail.
- 8 Moteurs mécaniques 4 Cummins et 4 MWM.
- La majorité de la gamme des Workers a été conduite sur 3 continents et 30 pays dans les conditions les plus difficiles, par exemple en Amérique du Sud .

## Caractéristiques et gamme

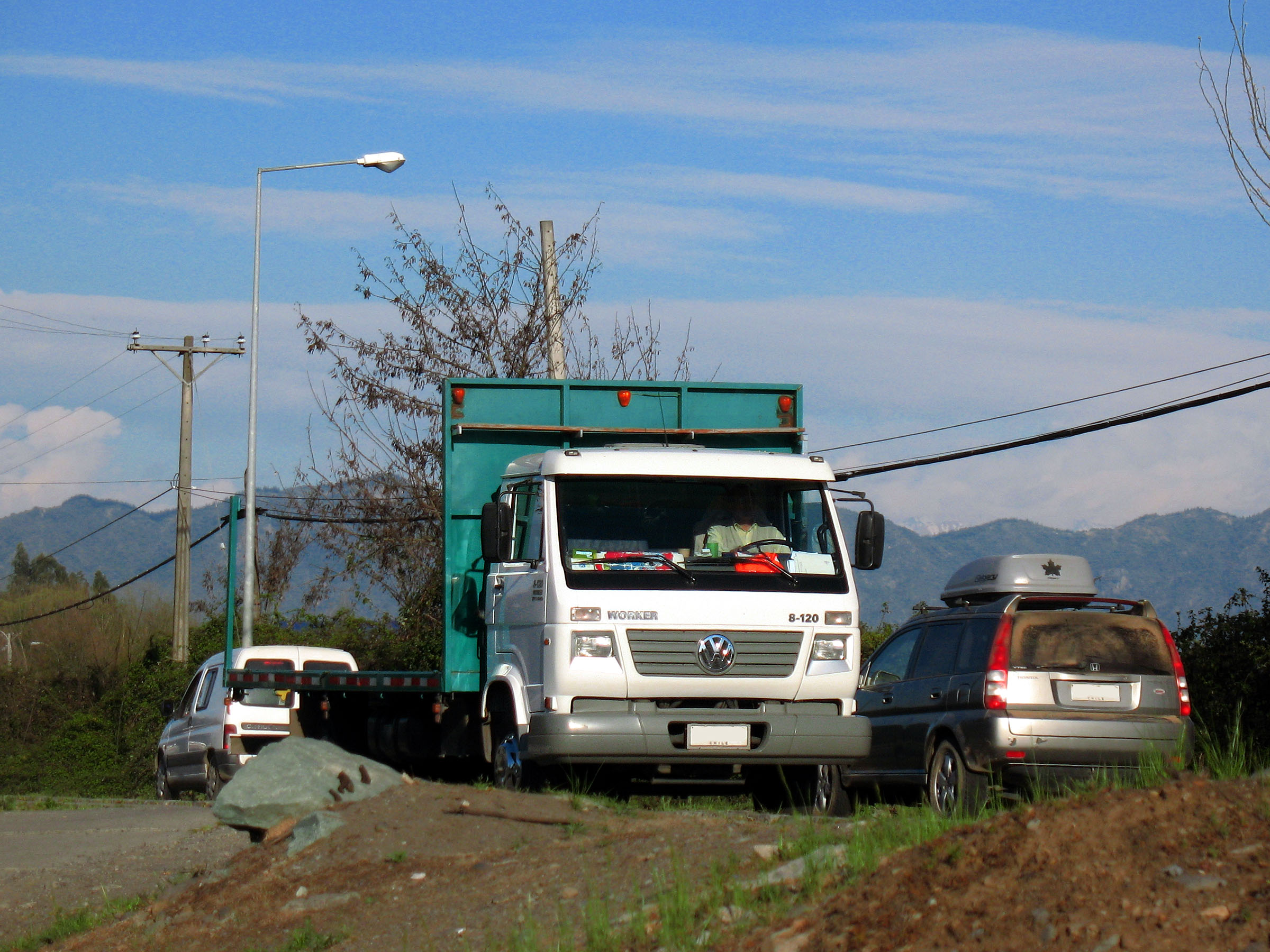
Un Worker 8.120.

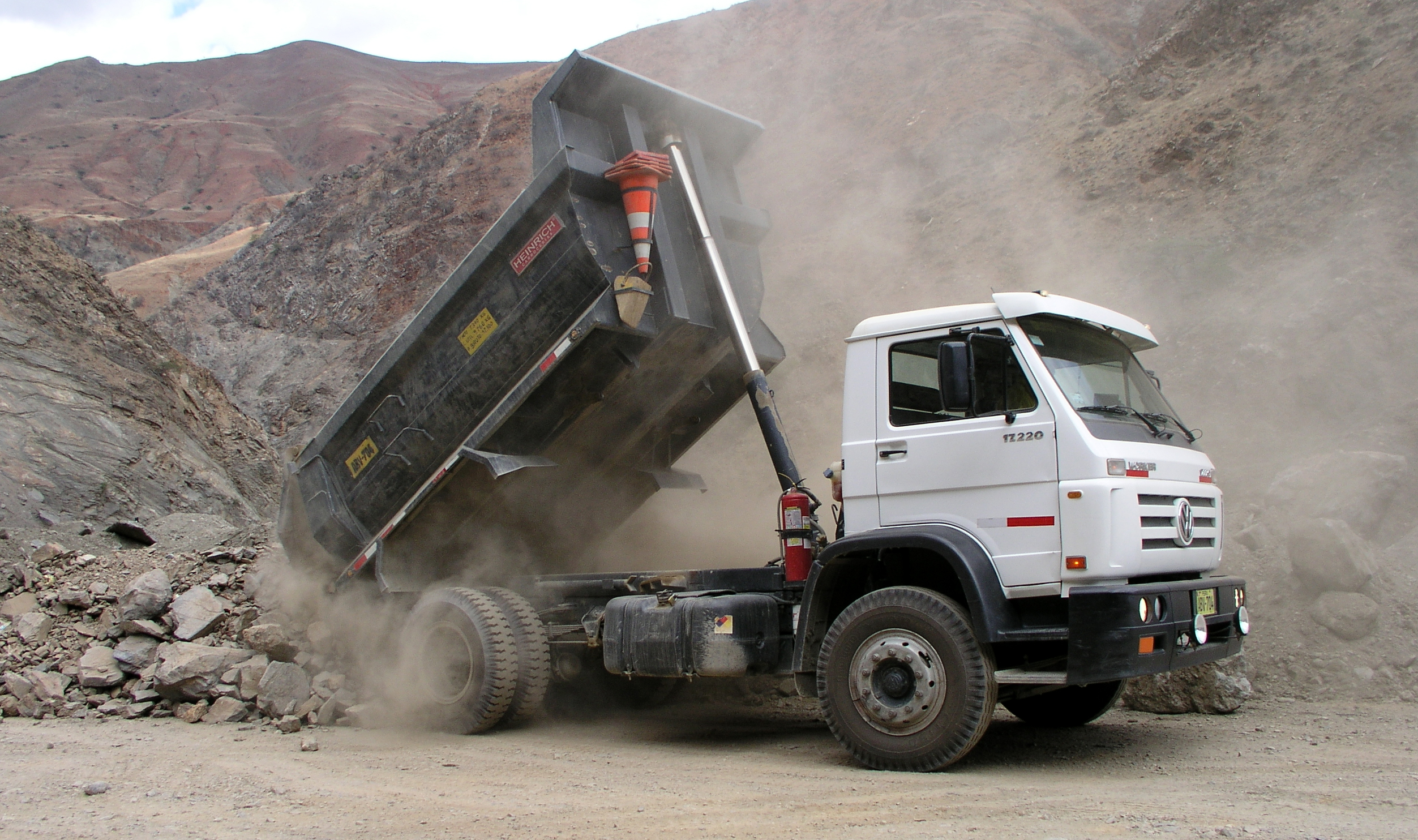
Camion Worker 17.220 sur une route de la région de Cajamarca, Pérou.

Le 1er numéro avant .  = le poids brut du véhicule le 2ème nombre = la puissance nominale.
E = Versions électroniques
- 8.120 Euro III
- 8.150E
- 13.170E
- 13.180 Euro III
- 13.180E
- 15.170E
- 15.180 Euro III
- 15.180E
- 17.180 Euro III
- 17.220 Euro III
- 17.220 Euro III tracteur
- 17.250E
- 24.220 Euro III
- 24.250E
- 26.220 Euro III
- 26.260E
- 31.260E

| modèle      | moteur         | puissance kW | couple N m |
| ----------- | -------------- | ------------ | ---------- |
| 8.120       | MWM 5l TCA     | 84           | 400        |
| 8.150E      | Cummins 4.0l   | 110          | 550        |
| 13.170E     | MWM 5l TCA     | 125          | 600        |
| 13.180      | MWM 7l TCA     | 127          | 600        |
| 13.180E     | MWM 4.12l TCA  | 132          | 600        |
| 15.170E     | Cummins 4.0l   | 125          | 600        |
| 15.180      | MWM 6.10l TCA  | 127          | 600        |
| 15.180E     | MWM 4.12 TCE   | 132          | 600        |
| 17.180      | MWM 6.10l TCA  | 127          | 600        |
| 17.220      | Cummins C8     | 160          | 888        |
| 17.220 trac | Cummins C8.3   | 160          | 888        |
| 24.220      | Cummins C8.32  | 184          | 950        |
| 24.220E     | Cummins 6l     | 160          | 888        |
| 26.220      | Cummins C8.32  | 160          | 900        |
| 26.260E     | MWM 6.12l TCAE | 191          | 900        |
| 31.260E     | MWM 6.12l TCAE | 191          | 900        |

## Version militaire - Worker 15.210 (4x4)

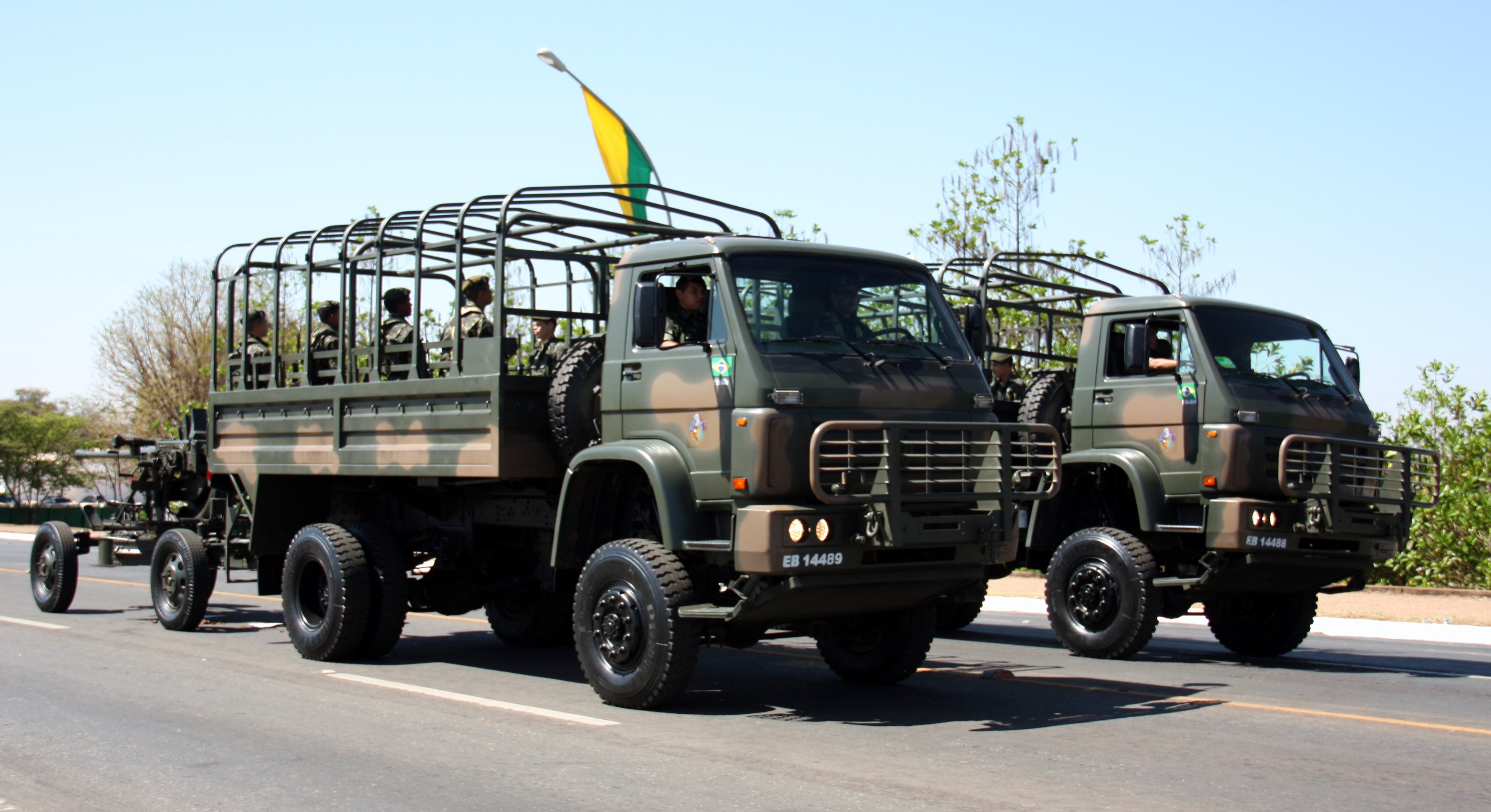
VW Worker militaire.

Développé en collaboration avec l'armée brésilienne, le Worker est un camion moyen avec 4x4, testé pour assurer la conformité avec les exigences d'une utilisation typique par l'armée. Le Worker peut transporter jusqu'à 5 tonnes sur n'importe quel terrain, bien que sa capacité de charge maximale soit plus grande.
Le véhicule est conçu pour transporter à la fois militaire et pour le transport de marchandises générales, conteneur, eau et même pour permettre l'installation d'armes antiaériennes.
A été entièrement développé et adapté au Brésil. Caractéristiques : Poids brut total de 15 t, MWM 6.10 TCA moteur adopté, de 206 ch et un couple de 657 N m, transmission Eaton FS5406, essieu avant et boîte de transfert Marmon-Herrington MVG 750, essieu arrière RS 23 -145 avec blocage différentiel.